# 黒江英次
黒江 英次（くろえ えいじ、1874年（明治7年）1月1日 - 1929年（昭和4年）5月13日）は、大日本帝国陸軍軍人。最終階級は陸軍少将。

## 経歴・人物
鹿児島県出身。1896年（明治29年）陸軍士官学校第7期卒業。
高田連隊区司令官、1915年（大正4年）8月に青島守備歩兵第2大隊長、1918年（大正7年）9月に陸軍歩兵大佐、1921年（大正10年）6月に歩兵第78連隊長を経て、1923年（大正12年）8月に陸軍少将に昇進。翌月、予備役に編入した。